# Edward D. DiPrete
Pour les articles homonymes, voir DiPrete.
Edward Daniel DiPrete, né le 8 juillet 1934 à Cranston (Rhode Island) où il est mort le 8 juillet 2025,, est un homme politique américain.
Il est le 70e gouverneur de Rhode Island pendant trois mandats de deux ans, de 1985 à 1991. Condamné pour de nombreuses accusations de corruption, il est le seul gouverneur de Rhode Island à avoir été emprisonné.

## Biographie

### Jeunesse
Edward D. DiPrete est né à Cranston (Rhode Island). Il est diplômé du Collège de la Sainte-Croix et reçoit des diplômes honorifiques de la Sainte-Croix, du Providence College, du Bryant College et de l'Université du Rhode Island. De 1970 à 1974, il siège au comité scolaire de Cranston. De 1974 à 1978, il est membre à part entière du conseil municipal de Cranston. Il est maire de la ville de 1978 à 1985.

### Gouverneur de Rhode Island
Edward D. DiPrete est le 70e gouverneur de Rhode Island de 1985 à 1991 et est battu à la réélection par l'ancien procureur du gouvernement américain et homme d'affaires millionnaire Bruce Sundlun (en) lors des élections de 1990, qui avait auparavant perdu deux fois contre DiPrete.
En 1994, Edward D. DiPrete est inculpé de chefs d'accusation criminels liés à l'attribution de contrats d'État pendant son mandat de gouverneur. Toutes les accusations sont rejetées en mars 1997 par un juge de la Cour supérieure de Rhode Island qui déclare également déclaré le bureau du procureur général de l'État coupable de 10 chefs d'accusation de « faute grave de la part du procureur ».
Il est ensuite de nouveau inculpé et, en décembre 1998, il plaide coupable aux accusations de corruption, d'extorsion et de racket et est condamné à un an de prison.
Dans le cadre d'un accord de plaidoyer, il admet également avoir accepté 250 000 $ en échange de contrats d'État pendant son mandat de gouverneur. DiPrete accepte cet accord de plaidoyer seulement après avoir reçu l'assurance que les accusations en cours contre l'un de ses fils seraient abandonnées. Les accusations portées contre son fils sont entièrement abandonnées avant que DiPrete n'accepte l'accord de plaidoyer. En outre, sa pension de retraite d’État est révoquée, malgré les tentatives de la faire rétablir . DiPrete passe onze mois dans des établissements correctionnels pour adultes. 

### Vie privée
Edward D. DiPrete et sa femme Patricia ont sept enfants ; Patricia est décédée en 2011. DiPrete a vécu dans sa maison de Cranston jusqu'en octobre 2016, date à laquelle il déménage dans un appartement dans le quartier Garden City de cette ville. 

### Mort
Edward D. DiPrete meurt le 8 juillet 2025, le jour de son 91e anniversaire.